# St. Peter und Paul (Nesselwangen)

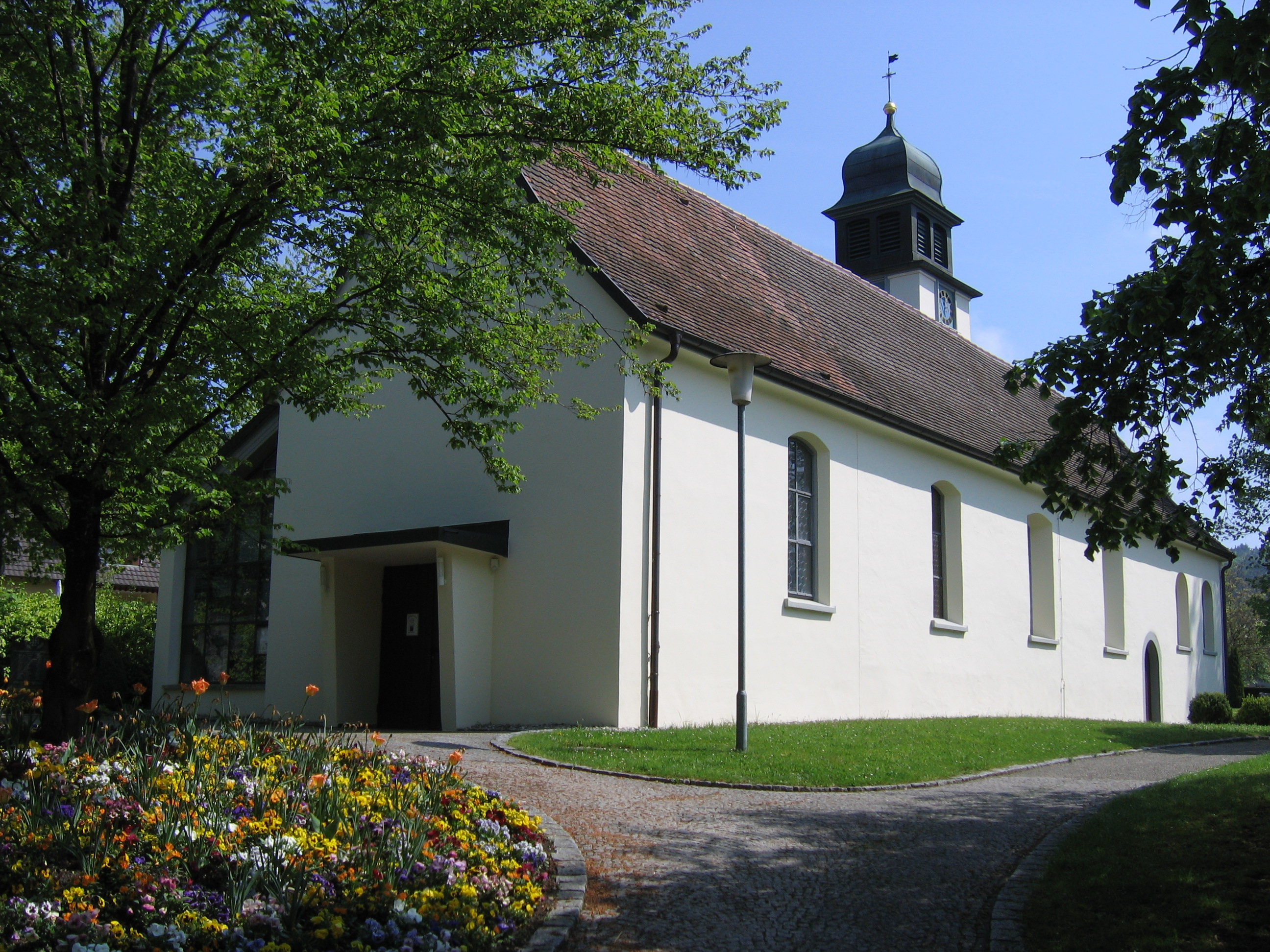
St. Peter und Paul in Nesselwangen

Die römisch-katholische Pfarrkirche St. Peter und Paul steht auf dem Friedhof von Nesselwangen, einem Gemeindeteil der Stadt Überlingen im Bodenseekreis in Baden-Württemberg. Die Pfarrei gehört zum Dekanat Linzgau im Erzbistum Freiburg. Das Bauwerk ist beim Landesamt für Denkmalpflege Baden-Württemberg als Baudenkmal eingetragen.

## Beschreibung
Die 1650 gebaute Saalkirche besteht aus einem Langhaus, das neuzeitlich nach Westen verlängert wurde, einem eingezogenen, dreiseitig geschlossenen Chor im Osten und einem Chorflankenturm auf quadratischem Grundriss an der Nordwand des Chors, der oben die Turmuhr beherbergt. Er wurde mit einem eingezogenen Geschoss aufgestockt, um hinter den Klangarkaden den Glockenstuhl unterzubringen, und mit einer Zwiebelhaube bedeckt wurde.
Der Innenraum wurde mit einer Flachdecke überspannt, die mit Stuck aus Bandelwerk verziert ist. Zur Kirchenausstattung gehört ein um 1740 gebauter Hochaltar mit einem älteren Altarretabel. Ein Reliquienschrein mit zierlichen Statuetten stammt aus dem zweiten Viertel des 17. Jahrhunderts. Die Orgel wurde 1983 von Mönch & Prachtel gebaut.